# Лівезь (Вилча)
Лівезь, Лівезі (рум. Livezi) — село у повіті Вилча в Румунії. Входить до складу комуни Лівезь.
Село розташоване на відстані 185 км на захід від Бухареста, 52 км на південний захід від Римніку-Вилчі, 57 км на північ від Крайови.

## Населення
За даними перепису населення 2002 року у селі проживали 393 особи, усі — румуни. Усі жителі села рідною мовою назвали румунську.